# 拉纳瓦
拉纳瓦，是西班牙安达卢西亚自治区韦尔瓦省的一个市镇。总面积61平方公里，总人口317人（2001年），人口密度5人/平方公里。